# Coumba Dieng Sow
Coumba Dieng Sow, née à Saint-Louis au Sénégal est une fonctionnaire internationale nommée par le Secrétaire général Antonio Guterres le 5 Octobre 2024, Représentante du Secrétaire général et Coordonnatrice résidente, du système de l'Organisation des Nations unies au Togo. 
Elle a été Représentante résidente et Directrice pays de l'Organisation des Nations unies pour l'alimentation et l'agriculture (FAO) au Rwanda et à Djibouti de juillet 2022 à Octobre 2024.
Elle a été citée parmi les 100 femmes les plus influentes d'Afrique en 2022 et en 2023 pour son engagement dans l'agriculture et le soutien aux femmes et jeunes dans ce secteur.

## Biographie
Coumba D. Sow est née à Saint-Louis du Sénégal. Elle est agroéconomiste et spécialiste des politiques publiques formée à Sciences Po Paris, l'Université de Londres et en agroalimentaire à l'Ecole supérieure de la coopération agricole et des industries agro-alimentaire de Montpellier. Elle est entrée aux Nations unies en 2006 comme Fonctionnaire aux politiques agricoles à la FAO. Elle devient ensuite en 2013 Responsable Afrique au Bureau du Directeur général de la FAO. À partir de 2017, elle est chargée des actions d'urgence humanitaire et de résilience, pour la FAO, dans la sous région Afrique de l'Ouest et Sahel couvrant 18 pays, puis pour l'Afrique couvrant 47 pays.
Le 18 juillet 2022, elle est nommée Représentante résidente et Directrice pays de la FAO au Rwanda par Dr Qu Dongyu, Directeur général de la FAO depuis 2019.
Depuis le 5 Octobre 2024, elle est Coordonnatrice résidente des Nations Unies au Togo. Le coordonnateur résident des Nations Unies (RC) est le représentant le plus haut placé du système des Nations Unies pour le développement au niveau national. Les RC dirigent les équipes de pays des Nations Unies et coordonnent le soutien des Nations Unies aux pays dans la mise en œuvre du Programme 2030. Le coordonnateur résident est le représentant désigné du Secrétaire général de l’ONU et lui rend compte.
Coumba D. Sow a travaillé pendant plusieurs années à l’amélioration des moyens de vie des populations vulnérables d'Afrique dont la sécurité alimentaire et nutritionnelle est régulièrement menacée. Elle défend l'utilisation des savoirs endogènes des populations elles-mêmes dont l'agroécologie et les investissements des pays pour réduire les vulnérabilités et créer les conditions de développement de l'agriculture.
Elle a lancé en 2018 l'initiative de la FAO : 1 million de citernes pour le Sahel. L'initiative vise à faciliter l’accès à l’eau pour les communautés rurales exposées au changement climatique,. Elle est inspirée de l'expérience brésilienne issue du programme Fome Zero.
Elle participe, invitée par Achille Mbembe et Felwine Sarr aux Ateliers de la pensée, événement regroupant chercheurs, artistes et acteurs de la société civile à réfléchir aux défis du continent africain et du monde. Coumba D. Sow a traité de Résilience climatique et savoirs ancestraux au Sahel, aux côtés de Kako Nubukpo, Alioune Sall Paloma, Emmanuel Ndoye.

## Publications
Elle est coauteure avec Dr David Chimimba Phiri en 2019 et Professeur José Graziano da Silva, ancien Directeur général de la FAO, du livre From Fome Zero to Zero Hunger: A global perspective. Le livre examine l'agenda international Faim Zéro à la lumière des réalisations du programme du même nom au Brésil mis en oeuvre en 2003 par la première administration Lula . Il revient sur les initiatives réussies et analyse les actions en cours, tout en évaluant de manière critique les nouveaux défis croissants auxquels est confrontée l'agenda mondial de la sécurité alimentaire et particulièrement en Afrique.
En 2024, elle écrit avec Me Sophie Kabano, Uruhimbi: Rwanda Gastronomy and Culinary Art. Le livre met en valeur le riche patrimoine culinaire du Rwanda et le potentiel caché des ingrédients locaux mais souvent sous-utilisés. La préface du livre est de Jeannette Kagamé, Première dame du Rwanda.